# Octava Enmienda de la Constitución de Irlanda
La Octava Enmienda de la Constitución de Irlanda fue una enmienda que durante 35 años (de 1983 a 2018) otorgó derecho a la vida a los nonatos, igualando este al de la madre. Esta enmienda creó un reconocimiento constitucional de la vida del nonato, lo que hacía imposible a cualquier gobierno introducir legislación que permitiera el aborto más allá de circunstancias excepcionales. Se hizo efectiva por el Eighth Amendment of the Constitution Act, 1983, aprobado en referéndum el 7 de septiembre de 1983 e introducido en la ley el 7 de octubre del mismo año.
La enmienda fue aceptada durante el gobierno de coalición entre Fine Gael y el Partido Laborista de Garret FitzGerald, aunque ya había existido un borrador y había sido sugerida por el anterior gobierno de Fianna Fáil de Charles Haughey. La enmienda fue apoyada por Fianna Fáil y parte de Fine Gael, mientras que la mayoría de la izquierda se oponía. Sin embargo, la mayoría de opositores de la enmienda insistieron en que no estaban a favor de legalizar el aborto. La Iglesia católica apoyó la enmienda, mientras que las autoridades de otras iglesias se opusieron. Finalmente, la enmienda fue aprobada con un 67% de los votos a favor y un 33% en contra.
En 2018, después de que el gobierno del mismo Fine Gael con Leo Varadkar como primer ministro introdujera la legislación necesaria para facilitar un nuevo referéndum sobre el aborto, la votación tuvo lugar el 25 de mayo. El resultado final fue de un 66,4% a favor de derogar la Octava Enmienda y un 33,6% en contra de la derogación, con una participación del 64,1% del censo, lo que abre una nueva etapa para que el ejecutivo legisle sobre el asunto.

## Cambios al texto
La enmienda agregó una nueva subsección después de la sección 3 del Artículo 40 de la Constitución de Irlanda, dando como resultado el Artículo 40.3.3:

El Estado reconoce el derecho a la vida del nonato y, teniendo debidamente en cuenta el derecho a la vida de la madre, garantiza con sus leyes respetarlo y, dentro de lo posible, con sus leyes defender y vindicar ese derecho.

## Antecedentes
De acuerdo con las secciones 58 y 59 del Offences against the Person Act 1861, el aborto ya era ilegal en Irlanda. Sin embargo, el movimiento provida temía la posibilidad de un fallo judicial permitiendo el aborto. En McGee v. Attorney General (1973), la Corte Suprema de Irlanda había fallado en contra de algunas disposiciones del Criminal Law Amendment Act 1935, prohibiendo la venta e importación de anticonceptivos basándose en que la referencia en el Artículo 41 al "derecho imprescriptible, antecedente y superior a todo derecho positivo" de la familia otorgaba a los cónyuges un amplio derecho a la privacidad en asuntos matrimoniales. Ese mismo año, la Corte Suprema de los Estados Unidos hizo un fallo similar en Roe v. Wade, otorgando derecho al aborto en el ámbito privado.
La Pro-Life Amendment Campaign (PLAC) fue fundada en 1981 para luchar por una regulación similar a Roe. Antes de las elecciones generales de 1981, la PLAC agrupó a la mayoría de los partidos políticos irlandeses (Fianna Fáil, Fine Gael y el Partido Laborista) para apresurar la introducción de un proyecto de ley que permitiese la enmienda de la constitución y así prevenir que la Corte Suprema irlandesa interpretase la constitución de manera que permitiese el derecho al aborto. Los dirigentes de los tres partidos (Charles Haughey, Garret Fitzgerald y Frank Cluskey respectivamente) aceptaron a pesar de que casi no se había consultado a los miembros de ninguno de los partidos. Los tres partidos estuvieron en el gobierno en los siguientes dieciocho meses, pero fue a finales de 1982, después del colapso del gobierno minoritaria de Fianna Fáil, cuando se escribió la redacción propuesta para la enmienda.

## Debate delOireachtas
El proyecto de ley del gobierno minoritario de Fianna Fáil proponía introducir la siguiente cláusula al Artículo 40.3 de la Constitución:

3º El Estado reconoce el derecho a la vida del nonato y, teniendo debidamente en cuenta el derecho a la vida de la madre, garantiza con sus leyes respetarlo y, dentro de lo posible, con sus leyes defender y vindicar ese derecho.

Fine Gael apoyó la redacción propuesta en ese momento, pero cuando estuvo en el gobierno, el fiscal general Peter Sutherland aconsejó al Taoiseach Garret FitzGeraldGael tener en cuenta que la redacción, tal y como estaba propuesta, era peligrosamente defectuosa. Durante el debate en el Dáil, Alan Shatter argumentó en contra de esta redacción: 

Lo irónico es que no tengo ninguna duda, no sólo por la interpretación que el Fiscal General ha dado sino también por otras interpretaciones válidas de la enmienda, que si se introduce en la Constitución en su forma actual, asegurará un juicio constitucional en un futuro no muy lejano que haga necesario crear legislación para permitir a las mujeres abortar.

Dáil Eireann Debate Vol. 340 No. 3 Col. 533.

Para remediar la debilidad percibida en la redacción original del proyecto de ley para la enmienda, el gobierno propuso una enmienda para el proyecto de ley durante la etapa del comité con la siguiente redacción alternativa:

3º Nada en esta Constitución podrá ser invocado para invalidar, o desproveer de fuerza o efecto, ninguna disposición de una ley sobre la base de que prohibe el aborto.

Esta redacción fue criticada por la oposición por no ser "pro-vida". Hablando contra esta redacción alternativa, Michael Woods dijo que:

La enmienda propuesta por Fine Gael no protegería el derecho constitucional a la vida de la madre contra el ataque de una futura legislación que intente prohibir el aborto en cualquier circunstancia, incluso cuando su propia vida estuviera en peligro. Este es un defecto que podría ser importante en el futuro. Esa legislación no podría ser declarada inconstitucional basándose en que ignora el derecho a la vida de la madre a causa de que la redacción propuesta por Fine Gael dispone que nada en la Constitución podrá ser apelado para invalidar una ley que prohiba el aborto.
 Dáil Éireann Debate Vol. 341 No. 10 Col. 2021

Algunos diputados de Fine Gael apoyaron la redacción de Fianna Fáil y votaron en contra de la enmienda del gobierno, que fue rechazada por 87 votos frente a 65. La mayoría de los diputados de Fine Gael se abstuvieron en las siguientes votaciones. La redacción original propuesta por Fianna Fáil fue aprobada por 85 votos frente a 11 en el Dáil y 14 frente a 6 en el Senado, por lo que fue llevada a referéndum.

## Campaña del referéndum
El referéndum fue apoyado por la PLAC, Fianna Fáil, algunos miembros de Fine Gael y la Iglesia Católica. Varios grupos en contra de la enmienda se juntaron bajo el nombre Anti-Amendment Campaign (AAC) (Campaña Anti-Enmienda), entre los que se encontraban Mary Robinson, activistas feministas y algunos sindicatos. Pocas personas pertenecientes a Fine Gael o el Partido Laborista hicieron campaña en contra del referéndum y, antes de la votación, Garret FitzGerald declaró que votaría en contra. Sinn Féin y el Partido de los Trabajadores de Irlanda se opusieron fuertemente a la enmienda y el Consejo Irlandés de Iglesias (representando a las principales iglesias protestantes) hizo campaña en contra.
Desde la campaña Anti-Enmienda se avisó de la naturaleza vaga de la enmienda y el posible riesgo para los tratamientos sanitarios a mujeres embarazadas, así como las posibles consecuencias legales para la anticoncepción, que la PLAC negó.[cita requerida]
La Enmienda fue aprobada el 7 de septiembre de 1983 con el 67% de votos a favor.

## Interpretación judicial
En varios casos, la Corte Suprema mantuvo que esta disposición de la Constitución prohibía la información en todo el estado sobre la disponibilidad de servicios abortivos fuera del estado. En AG (SPUC) v Open Door Counselling Ltd. (1988), las cortes impuso restricciones a dos agencias de asesoramiento por ayudar a mujeres a viajar al extranjero para abortar o informarlas sobre los métodos de comunicación con las clínicas. En SPUC v Grogan (1989), las cortes prohibieron a tres asociaciones de estudiantes distribuir información sobre aborto en el extranjero.  Estas normativas fueron revocadas por la Decimotercera Enmienda y la Decimocuarta Enmienda en 1992, que dio a las personas el derecho explícito a viajar al extranjero para abortar y a recibir información en Irlanda sobre el aborto en el extranjero.
En Attorney General v. X (el Caso X), a principios de 1992, el Tribunal Supremo emitió un mandato judicial al fiscal general restringiendo la salida del país para obtener el aborto en Inglaterra a una chica de 14 que había sido violada. En apelación, la Corte Suprema consideró que la chica había mostrado riesgo de suicidio, por lo que para salvaguardar el "igual derecho a la vida de la madre" del Artículo 40.3.3, el aborto era permisible en este caso. 
La ProLife Campaign, sucesora de la PLAC, acusó a la Corte Suprema de malinterpretar tanto la ley como la voluntad de la gente. El Gobierno y el antiguo fiscal general Peter Sutherland negaron las acusaciones, argumentando que, como habían reivindicado en 1983, la "Enmienda pro-vida" estaba escrita de una manera tan pobre y ambigua que podría facilitar interpretaciones tanto pro-elección como antiaborto en diferentes circunstancias. La enmienda no fue reinterpretada por la Corte Suprema basándose en las premisas expuestas por Peter Sutherland, quien expuso que esta legislación dirigiría antes al aborto que a la viabilidad o el asesinato de mujeres a través de la negación de tratamientos básicos para embarazos ectópicos, úteros cancerosos, etc. No se pidió ninguna evidencia durante las audiencias del Caso X.
En PP v. HSE (2014), el Tribunal Supremo mantuvo que la constitución no podía hacer que una mujer en estado de muerte cerebral fuera mantenida en el soporte vital para mantener al feto vivo, puesto que las posibilidades de que el feto naciese vivo eran "prácticamente inexistentes". No está claro cómo se habría decidido sobre este caso si el embarazo hubiera seguido adelante.

## Siguientes referéndums
Se llevaron a cabo tres referéndums en noviembre de 1992. El Proyecto de Ley para la Decimosegunda Enmienda de la Constitución, con el que se intentaba excluir el "riesgo de autolesión" como motivo para permitir el aborto, intentando anular el elemento central de la decisión del Caso X. Fue rechazado por un 65 % contra 35 %. La Decimotercera Enmienda, que permitió viajar para obtener el aborto en otra jurisdicción, fue aprobada por un 62 % frente a un 38 %. La Decimocuarta Enmienda, permitiendo la información sobre los servicios abortivos en otros países, fue aprobada por un 60% frente a 40 %. 
Tras estas enmiendas, la redacción final del Artículo 40.3.3 es: 
Un nuevo referéndum que pretendía anular el Caso X, el Proyecto de Ley de la Vigesimoquinta Enmienda de la Constitución de Irlanda, 2002 fue rechazada por poco con un 50.4 % frente a un 49.6 %.

## Legislación
El Protection of Life During Pregnancy Act 2013 reemplazó los delitos de aborto del Offences Against the Person Act 1861 y creó disposición legal para el limitado derecho al aborto establecido en el Caso X. Reemplazó el delito de "ilegalmente conseguir un aborto", que se podía penar con prisión perpetua, por el de "destrucción de la vida humana no nacida", penable con hasta 14 años de prisión.

### Cambios propuestos posteriormente
En febrero de 2015, un proyecto de ley propuesto por Clare Daly para permitir el aborto en casos de "anormalidad fetal fatal" fue rechazado en el Dáil. El gobierno argumentó que el proyecto de ley era anticonstitucional, lo que Daly cuestionó.

## Repeal the Eighth
En 1992, después del Caso X, hubo una campaña para revocar la Octava Enmienda y los tres referéndums sobre el aborto de ese año (12.º, 13.º y 14.º). Sin embargo, la campaña permaneció dormida durante más de 20 años hasta la muerte de Savita Halappanavar en 2012. La Abortion Rights Campaign fue fundada en 2012. El hashtag #RepealThe8th (Revocad la 8.ª) comenzó a usarse en Twitter ese mismo año.
La actual campaña está dirigida por una coalición de grupos pro-elección (Coalition to Repeal the Eighth, Abortion Rights Campaign, etc.) y tiene el apoyo de numerosos académicos del derecho y personas que ejercen la profesión médica. Durante la campaña electoral para las elecciones generales de 2016, varios partidos se comprometieron a hacer un referéndum para revocar la octava enmienda (el Partido Laborista, el Partido Verde, Sinn Féin y el Partido de los Trabajadores de Irlanda) y un grupo de académicas del derecho feministas publicaron un modelo de legislación para mostrar cómo podría ser una ley del aborto post octava enmienda. En junio de 2016, el ministro de salud, Simon Harris, declaró su apoyo al referéndum para revocar la octava.
El 27 de julio de 2016, el gobierno nombró a Mary Laffoy (jueza de la Corte Suprema) presidenta de una Citizens' Assembly para reflexionar sobre varias cuestiones, incluyendo la Octava Enmienda.
La 5.ª Marcha Anual Pro-Elección, organizada por la Abortion Rights Campaign, tuvo lugar en Dublín el sábado 24 de septiembre de 2016, coincidiendo con el Día de Acción Global por el acceso al Aborto Legal y Seguro. El lema de la manifestación fue "Rise and Repeal". Se estima que participaron unas 20.000 personas.
Para el Día Internacional de las Mujeres de 2017, una protesta llamada "Strike 4 Repeal" tuvo lugar en Dublín y otros lugares de Irlanda. También hubo una protesta en el exterior de la embajada irlandesa en Londres.
El 14 de junio de 2017, el Taoiseach Leo Varadkar anunció la intención de su gobierno de proponer legislación para facilitar un referéndum sobre el aborto en 2018.
Finalmente, el nuevo referéndum se celebró el 25 de mayo de 2018, con un resultado final de un 66,4% a favor la derogación de la Octava Enmienda y un 33,6% en contra, con una participación del 64,1% del censo, lo que abre una etapa para que el Gobierno del partido Fine Gael cambie la ley para permitir el aborto durante las primeras doce semanas de embarazo y, en casos excepcionales, hasta las veinticuatro.